# أربنوس
أربنوس هي قرية في مقاطعة بوكان، إيران. يقدر عدد سكانها بـ 98 نسمة بحسب إحصاء 2016.